# ハレイロ
『ハレイロ』は、神谷浩史の2枚目のミニアルバム。2013年4月10日にKiramuneから発売された。

## 概要
初回限定盤と通常盤の2種リリースであり、初回限定盤には「ハレのち始まりの日」のPV、2011年1月28日に開催された「ハレゾラParty」内ライブパートのダイジェスト版などを収録したDVDが同梱され、撮りおろしのフォトブック付き特製スリーブ仕様となっている。オリコンデイリーチャート初登場4位を獲得。

## 収録曲
1. ハレのち始まりの日 [5:31]
  - 作詞：只野菜摘、作曲・編曲：渡辺拓也
2. GUILTY [4:54]
  - 作詞：こだまさおり、作曲・編曲：森慎太郎
3. Such a beautiful affair [4:48]
  - 作詞：こだまさおり、作曲・編曲：黒須克彦
4. Always Kissing You [4:49]
  - 作詞：こだまさおり、作曲・編曲：宮崎京一
5. PARTNER [3:56]
  - 作詞：只野菜摘、作曲：編曲：藤澤慶昌
6. everlasting [4:01]
  - 作詞：松井洋平、作曲・編曲：板垣祐介

DVD（初回限定盤のみ同梱）
1. ハレのち始まりの日（MUSIC CLIP）
2. digest of ‘ハレゾラParty’ –LIVE part– 2012.1.28 STUDIO COAST
  1. Dual Wing
  2. For myself
  3. Hello my shadow
  4. 1番星
3. TRAILER